# Naśladownictwo kamieni szlachetnych
Naśladownictwo kamieni szlachetnych – częste w jubilerstwie zastosowanie tańszych kamieni i innych materiałów, mających naśladować kamienie szlachetne.

## Rodzaje naśladownictwa kamieni szlachetnych
- kamienie naturalne barwione sztucznie lub poddawane działaniu ciepła, podwyższonego ciśnienia lub promieniowania.
- kamienie syntetyczne
- imitacje ze szkła, plastiku itp.
- dublety i tryplety

### Sztuczne barwienie
Sztuczne barwienie stosuje się najczęściej do agatów. Przez ich barwienie można uzyskać żywe, ciekawe zabarwienie.
Sztuczne barwienie niektórych kamieni upodabnia je do innych np.
- Spękany kwarc, jaspis – barwienie żelazocyjankiem żelaza na niebiesko – „otrzymujemy” lapis lazuli (tzw. „szwajcarskie kamienie”)
- karneol – podgrzewanie do 150 °C – „otrzymujemy” poprawę barwy
- chalcedon – podgrzewanie do 150 °C – „otrzymujemy” czerwonawe zabarwienie
- żółty topaz – podgrzewanie do 300–350 °C – otrzymujemy kamienie od barwy żółtej do różowej; w wyższej temp. zabarwienie znika
- odmiany kwarcu (ametyst, cytryn, kwarc dymny...) – podgrzewanie – „otrzymujemy” zmianę barwy
- brunatny lub czerwony cyrkon – podgrzewanie do 900–1000 °C – „otrzymujemy” barwę niebieską tzw. „diament Matara”
- zielonawy beryl – podgrzewanie do 450 °C – „otrzymujemy” niebieskawy „akwamaryn”.

W wytwórniach bursztynu otrzymuje się większe kawałki bursztynu przez podgrzewanie do temp. 200–250 °C i sprasowywaniu kawałków drobnych. W tej temperaturze bursztyn staje się miękki, a pod wysokim ciśnieniem okruchy łączą się w niemal jednorodną całość. Tylko doświadczone oko potrafi odróżnić ten bursztyn od naturalnego.

### Kamienie syntetyczne
Od dawna przeprowadzano w laboratoriach próby otrzymywania minerałów w sposób sztuczny.
Przed uzyskaniem pierwszych kamieni syntetycznych w jubilerstwie próbowano wprowadzić tzw. kamienie rekonstruowane. Metoda ta polegała na stapianiu drobnych kamieni w wysokiej temperaturze, a następnie powolnym ich ochładzaniu. Otrzymywano w ten sposób duże kamienie. Sposób ten zastosowano przede wszystkim do rubinów (1895 r. Michaud).

### Dublety i tryplety
Dublety i tryplety to sztucznie sporządzone kamienie, składające się z dwóch lub trzech części. Niekiedy są one wykonane z kamieni naturalnych, często jednak jedna część składa się ze szkła a druga (bądź dwie dalsze, w trypletach) – z kamienia naturalnego.